# Tanja Schärer
Tanja Schärer (* 17. Juni 1989 in Schlieren) ist eine Schweizer Freestyle-Skierin. Sie ist auf die Disziplin Aerials (Springen) spezialisiert.

## Biografie
Schärer, die von Beruf Medizinische Praxisassistentin ist, war in ihrer Jugend Kunstturnerin und entschied sich als 13-Jährige für das Freestyle-Skispringen. Die ersten Einsätze im Europacup hatte sie im Winter 2004/05, bei der Juniorenweltmeisterschaft 2007 in Airolo wurde sie Neunte. Mit drei Siegen entschied Schärer in der Saison 2007/08 die Aerials-Disziplinenwertung des Europacups für sich. Am 7. März 2008 debütierte sie im Freestyle-Weltcup und sprang dabei in Davos auf den elften Platz.
Schärer etablierte sich nahe der Weltspitze und erzielte im Winter 2009/10 erstmals Top-10-Platzierungen im Weltcup, womit sie sich für die Olympischen Winterspiele 2010 qualifizierte. Ihr bestes Ergebnis in diesem Winter war ein fünfter Platz, ebenfalls in der darauf folgenden Saison 2010/11. Mit dem zweiten Rang in Minsk gelang ihr am 25. Februar 2012 die erste Weltcup-Podestplatzierung. In der Weltcupsaison 2012/13 wurde sie zweimal Dritte.

## Erfolge

### Olympische Spiele
- Vancouver 2010: 19. Aerials
- Sotschi 2014: 14. Aerials

### Weltmeisterschaften
- Deer Valley 2011: 12. Aerials
- Voss 2013: 7. Aerials

### Juniorenweltmeisterschaften
- Airolo 2007: 9. Aerials

### Weltcup
- Saison 2010/11: 6. Aerials-Weltcup
- Saison 2011/12: 5. Aerials-Weltcup
- Saison 2012/13: 9. Aerials-Weltcup
- 3 Podestplätze

### Weitere Erfolge
- 1 Schweizer Meistertitel (2011)
- 10 Podestplätze im Europacup, davon 6 Siege
- Europacup-Saison 2007/08: 1. Aerials-Wertung
- 1 Podestplatz im Nor-Am Cup